# Hold Me Now
Hold Me Now (англ. Тримай мене зараз) — пісня авторства Джонні Логана, виконана ним на конкурсі пісні Євробачення-1987 та яка перемогла з 172 балами(вища оцінка від 9 країн). Це була третя з семи перемог країни на Євробаченні в цілому.
У пісні кохана ліричного героя хоче залишити його заради когось іншого.
Hold Me Now 11 тижнів протрималася в UK Singles Chart, зайнявши 2 місце в піковій позиції.
На пісню створено безліч каверів; існує навіть реггі-версія.